# Taiho (portaerei)
Taiho (大鳳?, Taihō), letteralmente 'Grande Fenice', fu la più moderna portaerei impiegata dalla Marina imperiale giapponese durante la seconda guerra mondiale. Varata nell'aprile del 1943, affondò in seguito ai danni provocati da un siluro lanciato dal sommergibile statunitense USS Albacore il 19 giugno 1944 durante le fasi iniziali della battaglia del Mare delle Filippine.

## Storia
La costruzione della portaerei Taiho iniziò il 10 luglio 1941 presso i cantieri Kawasaki a Kōbe. Il progetto derivava da quello della classe Shokaku, e fu la prima portaerei giapponese con ponte di volo corazzato. Varata il 7 aprile 1943, il 7 marzo 1944 la portaerei entrò in servizio al comando del capitano Kikuchi Tomozo, assegnata alla 3ª Flotta della Marina imperiale giapponese.
Il 15 aprile 1944 la Taiho divenne la nave ammiraglia della flotta al comando dell'ammiraglio Jisaburō Ozawa; il periodo di addestramento fu forzatamente ridotto a causa dell'evolversi dello scenario nel teatro del Pacifico.
Il 13 giugno, mentre si svolgeva la battaglia di Saipan, la portaerei lasciò l'ancoraggio a Tawi-Tawi diretta all'isola di Guimaras. Quello stesso giorno fu avviata l'operazione A-GO, il cui obiettivo era la distruzione delle portaerei statunitensi. Il 15 giugno la Taiho lasciò Guimaras per dirigersi, attraverso lo stretto di San Bernardino, verso l'isola di Saipan e dare appoggio alle truppe di terra.
Alle prime ore del mattino del 19 giugno 1944, Ozawa, avvistate le navi della Task Force 58 comandata dal viceammiraglio Marc Mitscher, lanciò una prima ondata di 71 aerei, e 26 minuti dopo altri 128. Alle 8:10, mentre i velivoli giapponesi della seconda ondata decollavano, la Taiho fu intercettata dal sommergibile statunitense USS Albacore che le lanciò sei siluri. Il sergente maggiore Akio Komatsu, pilota di uno dei bombardieri in picchiata appena decollati, avvistò la scia di un siluro e, senza esitazioni, scese in picchiata intercettando l'ordigno col proprio aereo. Degli altri cinque siluri lanciati dall'Albacore, quattro non andarono a segno ma il sesto colpì lo scafo sulla dritta, poco avanti all'isola, danneggiando i serbatoi della benzina avio e bloccando l'ascensore fra il ponte-hangar superiore e il ponte di volo.
Non vi furono esplosioni e il ponte di volo non subì alcun danno, per cui Ozawa, dopo aver fatto sistemare alla meglio con assi di legno il ponte di volo in corrispondenza dell'ascensore bloccato, rimise la portaerei in attività e fece decollare due nuove ondate di aerei. Ma la benzina che usciva dai serbatoi danneggiati penetrò nel pozzo dell'ascensore bloccato e i suoi vapori incominciarono a saturare l'aria nell'hangar, rendendola irrespirabile. La ventilazione della nave, affidata a un impianto meccanico, si rivelò insufficiente, e i marinai ruppero con i martelli i vetri degli oblò. Un inesperto ufficiale, incaricato di controllare i danni, ordinò di portare al massimo il sistema di ventilazione e di aprire le paratie interne per disperdere i vapori. Fu un errore fatale: le aree della nave non ancora invase dai vapori di benzina si riempirono presto di una miscela esplosiva. Alle 14:30 un generatore di corrente provocò una scintilla causando una catastrofica esplosione che sollevò in aria il ponte di volo, fece saltare le fiancate e perforò lo scafo.
L'ammiraglio Ozawa voleva andare a fondo con la sua nave, ma gli ufficiali lo persuasero a trasferirsi sull'incrociatore pesante Haguro; parte dell'equipaggio fu soccorso dai cacciatorpediniere Isokaze, Wakatsuki e Hatsuzuki. Alle ore 16:28 la Taiho fu scossa da una seconda esplosione e affondò di poppa portando con sé circa i tre quarti dell'equipaggio (1 650 marinai e ufficiali su un totale di 2 150). L'ultima posizione rilevata era a 12° 05' N, 138° 12' E. Il relitto non fu mai ritrovato.